# Can Montaner del Palou
Can Montaner del Palou és una obra de Sant Pere de Ribes (Garraf) protegida com a Bé Cultural d'Interès Local.

## Descripció
Casa urbana situada al nucli del Palou, davant de la carretera d'Olivella. És un edifici aïllat de planta irregular i tres crugies. El cos central sobresurt respecte els laterals, de dos nivells d'alçat, amb el pis de les golfes. La coberta és a dues vessants amb el carener paral·lel a la façana. Al centre del frontis hi ha el portal d'arc pla arrebossat, sobre el qual hi ha un finestral de les mateixes característiques amb sortida a un balcó de baranes forjades. Queda rematat amb un plafó ceràmic amb iconografia religiosa i un rellotge de sol ovalat. Les golfes s'obren amb una galeria de cinc pòrtics d'arc de mig punt, el central de majors dimensions, i brancals ceràmics. Els cossos laterals presenten una finestra per pis, la superior amb sortida a un petit balcó. El cos de llevant es prolonga amb el celler, amb un portal d'arc escarser arrebossat, sota el qual hi ha un pedrís que permetia abocar el raïm. A la façana posterior hi ha adossats diversos cossos d'alçades i cobertes variables. El ràfec està acabat amb una imbricació de teules i rajoles ceràmiques. L'acabat exterior és arrebossat i pintat de color blanc a la façana principal, mentre que la resta té el parament de paredat comú vist.

## Història
Al cadastre de l'any 1716-17 hi apareix un tal Andreu Muntane del Palou. Més endavant, segons consta en el llibre d'Apeo de l'any 1847, la masia pertanyia a Pau Parés i Llopis.